# 古川研二
古川 研二（ふるかわ けんじ、1932年（昭和7年）1月25日 - 2016年（平成18年）4月28日）は、日本の政治家。滋賀県草津市長（2期）。位階は正六位。旭日小綬章受章。

## 来歴
滋賀県出身。1954年三重大学農学部農学科卒。卒業後は滋賀県庁に入り、農政課長、彦根事務所長、生活環境部長などを歴任し、草津市役所に転じ、市助役、市コミュニティ事業団理事長、湖南衛生プラント組合副管理者、市土地開発公社副理事長、湖南消防組合副管理者などを務める。1995年の草津市長選挙に立候補し初当選。1999年は無投票で再選。2003年の市長選挙で三選を目指したが、元滋賀県議会議員の芥川正次に敗れた。同年秋の叙勲で旭日小綬章を受章。2016年死去。死没日付をもって叙正六位。